# An Lạc, Hạ Lang
An Lạc là một xã thuộc huyện Hạ Lang, tỉnh Cao Bằng, Việt Nam.

## Địa lý
Xã An Lạc nằm ở phía tây huyện Hạ Lang, có vị trí địa lý:
- Phía đông giáp thị trấn Thanh Nhật
- Phía tây giáp huyện Quảng Hòa và huyện Trùng Khánh
- Phía nam giáp xã Vinh Quý
- Phía bắc giáp xã Đức Quang và xã Kim Loan.

Xã An Lạc có diện tích 40,51 km², dân số năm 2019 là 1.883 người, mật độ dân cư đạt 47 người/km².
Trên địa bàn xã có các núi Lũng Vài, Xa Xe, Nà Ba, Lũng Đăng, Phò Nà. Sông Bắc Vọng chảy qua xã theo hướng bắc - nam. Tỉnh lộ 207 chạy qua địa bàn xã theo chiều đông - tây, trên tuyến có đèo Keng Ka.

## Lịch sử
Ngày 15 tháng 9 năm 1969, giải thể huyện Hạ Lang, xã An Lạc được sáp nhập vào huyện Quảng Hòa.
Ngày 1 tháng 9 năm 1981, xã An Lạc được chuyển về huyện Hạ Lang vừa tái lập.
Xã An Lạc được chia thành 12 xóm: Cam Mạ Đeng, Mít Ngoang, Tha Hoài - Mười, Sộc Sơn Đỉnh, Lũng Sươn, Nà Ray, Nưa Xe, Bản Răng, Sộc Áng, Bản Chao, Khọn Quang, Xúm Lình.
Ngày 9 tháng 9 năm 2019, Hội đồng Nhân dân tỉnh Cao Bằng ban hành Nghị quyết số 27/NQ-HĐND về việc:
- Đổi tên xóm Sộc Sơn Đỉnh thành xóm Sộc Phường
- Sáp nhập hai xóm Bản Răng và Nưa Xe thành xóm Răng Xe
- Sáp nhập một phần xóm Mít Ngoang vào xóm Khọn Quang
- Sáp nhập một phần xóm Cam Mạ Đeng vào xóm Bản Chao
- Sáp nhập hai xóm Xúm Lình, Nà Ray và phần còn lại của xóm Mít Ngoang thành xóm Nam Lý
- Sáp nhập xóm Tha Hoài - Mười và phần còn lại của xóm Cam Mạ Đeng thành xóm Tha Hoài.

## Hành chính
Xã An Lạc được chia thành 7 xóm: Bản Chao, Khọn Quang, Nam Lý, Răng Xe, Sộc Áng, Sộc Phường, Tha Hoài.